# Magnus Moltke
 Der er flere personer med dette navn, se Magnus Moltke (officer).
Magnus greve Moltke (20. august 1783 på Nør – 12. marts 1864) var en dansk-tysk overretsråd.
Han var en søn af general, grev Christian Magnus Frederik Moltke (d. 1813) og fødtes 20. august 1783 på Nør. Efter at have studeret i Kiel og Göttingen tog han 1806 juridisk eksamen i Slesvig, rejste 2 år i udlandet, tiltrådte 1808 stillingen som auskultant ved Overretten i Slesvig (udnævnt 1807), blev 1817 medlem af samme ret efter kort forinden at være blevet landråd, udnævntes 1828 til kammerherre, 1834 valgtes han, efter samme år at være blevet ældst medlem af Overretten, til stænderdeputeret for byen Slesvig og blev præsident i stændernes første samling 1836. Han var ikke alene en meget anset embedsmand, men tillige måske det eneste ridderskabsmedlem, der nærede virkelig liberale anskuelser, derhos en af de første fuldblods slesvig-holstenere. Han sad også i stænderne 1838 og 1840, men genvalgtes ikke 1842. 1848 sendte han sin kammerherrenøgle og sit ridderkors tilbage og udgav 22. april samme år Offener Brief an meine Mitbürger in Schleswig-Holstein for at opnå valg i Flensborg til landsforsamlingen i Frankfurt am Main, dog uden at dette lykkedes ham. I dette skrift roste han sig af at have været den første, der (1837) i Slesvig Stænder bragte Slesvigs forening med Tyskland "paa Tapetet", og at han 1838 havde været førstemand til at forlange skattebevillingsret. 1849 skrev han Bemerkungen über den Krieg der Herzogthümer Schleswig und Holstein mit der Krone Danemark und den abzuschliessenden Frieden, hvori han anbefalede at forene Haderslev Amt og Ærø med Kongeriget, men for øvrigt tilrådede personalunionens Opretholdelse. 1850 blev han afskediget som overretsråd og landråd og levede i Kiel til sin død, 12. marts 1864. Han havde 3. oktober 1818 ægtet Juliane Charlotte Ulrikke komtesse Brockdorff (26. marts 1794 – 10. oktober 1844), datter af Christian Ulrik greve Brockdorff.